# Telegatti 1984
La 1ª edizione del Gran Premio Internazionale dello Spettacolo si è tenuta a Milano, al Teatro Manzoni, il 30 maggio 1984. La serata venne poi trasmessa su Canale 5 a giugno. A condurre la serata fu il presentatore televisivo Mike Bongiorno, affiancato da Fabrizia Carminati, annunciatrice di Canale 5, e da Gabriella Golia, annunciatrice di Italia 1. Essi furono affiancati anche da Cinzia Lenzi, annunciatrice di Rete 4, emittente che era ancora di proprietà di Mondadori.
Nel corso della serata si sono esibiti Franco Battiato, Alice e Gino Paoli; Franco Franchi e Ciccio Ingrassia hanno regalato alla platea un paio di gag divertenti.
Grandi attesi e protagonisti della serata sono stati i divi di Dallas, Larry Hagman e Linda Gray che hanno ritirato il premio per il miglior telefilm straniero.

## Vincitori
I premi sono assegnati alle trasmissioni andate in onda l'anno precedente alla cerimonia. Di seguito vengono elencate le varie categorie di premi, e i rispettivi vincitori dell'anno.

### Personaggio femminile dell'anno
- Raffaella Carrà

### Programma dell'anno
- Pronto, Raffaella?, Rai 1

### Miglior film TV italiano
- La piovra, Rai 1

### Migliori telefilm stranieri
- Dallas, trasmesso su Canale 5
- Hill Street giorno e notte, trasmesso su Rai 2

### Miglior trasmissione di attualità e cultura
- Italia sera, Rai 1

### Migliori trasmissioni di giochi TV
- M'ama non m'ama, Rete 4
- Ok, il prezzo è giusto!, Italia 1
- Test, Rai 1

### Migliori trasmissioni di intrattenimento con ospiti
- Aboccaperta, Rai 2
- Maurizio Costanzo Show, Canale 5

### Miglior quiz TV
- Loretta Goggi in quiz, Rai 1
- Superflash, Canale 5

### Migliori trasmissioni di varietà
- Bene, bravi, bis, Italia 1
- Drive In, Italia 1
- Fascination, Rete 4
- Premiatissima, Canale 5
- Ric e Gian folies, Italia 1
- Risatissima, Canale 5

### Miglior trasmissione di scienza e cultura
- Quark, Rai 1

### Miglior trasmissione di servizi giornalistici
- Film Dossier, Rai 1

### Migliori trasmissioni sportive
- Record, Canale 5
- Super Record, Canale 5
- 90º minuto, Rai 1
- Caccia al 13, Rete 4
- Il processo del lunedì, Rai 3

### Miglior trasmissione musicale
- DeeJay Television, Italia 1

### Premio TV privata Nord
- Antennatre

### Premio TV privata Centro
- Teleroma 56

### Premio TV privata Sud
- Telenorba

### Sigla dell'anno
- Fatalità, Pronto, Raffaella?

## Statistiche emittente/vittorie
- Rai 1   7 premi
- Rai 2   2 premi
- Rai 3    1 premio

Totale Rai: 10 Telegatti
- Canale 5   7 premi
- Italia 1      5 premi

Totale Fininvest: 12 Telegatti
- Rete 4     3 premi
- Telenorba 1 premio